# Еґо (Marvel Comics)
Еґо, Жива планета (англ. Ego the Living Planet) — вигаданий персонаж, що з'являється в американських коміксах, виданих компанією Marvel Comics. Вперше дебютував у The Mighty Thor #132 у вересні 1966 року. Автором концепції виступив письменник Стен Лі, а візуальне втілення створив художник Джек Кірбі.
У межах адаптацій персонаж з’являвся епізодично в анімації та відеоіграх. У фільмі «Вартові Галактики 2» (2017) кіновсесвіту Marvel образ Еґо втілив Курт Расселл. У цій інтерпретації персонаж постає як Целестіал та батько Пітера Квілла й Богомолиці. Рассел також озвучив альтернативні версії Еґо у серіалі «А що як...?» (2021) від Disney+.

## Історія публікацій
Джек Кірбі створив Еґо як спробу осмислити безмежність усесвіту через унікальну форму життя — розумну планету. Його ідея полягала в тому, що у щільних, рідкоподібних регіонах космосу могли з’явитися багатоклітинні віруси, які в умовах ізоляції еволюціонували б до свідомої істоти. Так з’явився Еґо — гігантський живий організм планетарного масштабу. Вперше зображення Еґо з’явилось на останній сторінці The Mighty Thor #132 у вигляді фотоколажу: планета з людськими рисами, накладеними на хаотичну поверхню. Цей образ називають одним із найефектніших у творчості Кірбі.

## Сили та здібності
Еґо є так званим «біоверсом» — кожна частина його структури, включно з атмосферою, є живою та контрольованою його свідомістю. Він може змінювати рельєф, створювати ілюзії, формувати поверхню у вигляді обличчя та перетворювати планету на рай або мертву пустелю для заманювання мандрівників. Його свідомість розташована у великому мозкоподібному органі під поверхнею. Еґо здатен генерувати масивні мацаки, створювати «антитіла» — керованих гуманоїдних воїнів, блокувати атаки за допомогою хмар, підвищувати температуру та маніпулювати магнітними полями. Він володіє колосальною псіонічною енергією, здатною зрівнятись із голодним Ґалактусом на піку. Може проєктувати руйнівні енергетичні вибухи, читати думки, аналізувати біологічні структури та спілкуватися телепатично. Для поповнення енергії поглинає планети, зірки або живих істот. Еґо надзвичайно розумний, але схильний до манії величі й емоційної нестабільності. Колись він пересувався завдяки двигуну, встановленому Ґалактусом, але з часом навчився переміщатися зі швидкістю, що перевищує світлову.

## Альтернативні версії

### Amalgam Comics
Злиті образи Еґо та Oa утворюють Oa the Living Planet, а також Ego-Mass — поєднання Еґо та Джерела.

### Exiles
На Землі-4162 Еґо намагається надати Землі свідомість. Його вбиває Блінк, проникнувши до мозку.

### King Thor
На Землі-14412 Еґо володіє Некроклинком, але його вбиває Локі.

### Marvel 2099
Альтернативна версія Еґо присутня у цьому всесвіті.

### Marvel Adventures
Еґо з'являється у Marvel Adventures, серії для молодших читачів. Там він спричиняє катастрофи на Землі, намагаючись залицятись до Оси.

### Marvel Zombies 2
Еґо — один з останніх вцілілих у зомбі-апокаліпсисі, але зрештою його знаходять і поїдають.